# Rourea parviflora
Rourea parviflora är en tvåhjärtbladig växtart som beskrevs av Ernest Friedrich Gilg. Rourea parviflora ingår i släktet Rourea och familjen Connaraceae. Inga underarter finns listade i Catalogue of Life.